# Сто коня
„Сто коня“ (на традиционен китайски: 图成百骏, на опростен китайски: 圖成百駿, на пинин: tú chéng bǎi jùn) е картина от придворния живописец-мисионер Джузепе Кастильоне, известен в Китай като Лан Шинин (郎世宁).
На картината с ширина 7,76 m са изобразени 100 коня. Намира се в експозицията на Музея на императорския дворец в Тайпе, а копие, създадено около 1723 – 1725 г. е в колекцията на Музея на изкуството „Метрополитън“ в Ню Йорк.

## История
През XVIII в. художниците в Китай достигат до нов монументален мащаб на работа и изящна техника. Една от главните фигури в този процес е мисионерът йезуит Джузепе Кастильоне, който пристига в Китай от Италия. Той създава нов стил в Китай, съчетаващ характеристиките на западния реализъм и традиционната китайска живопис.
Художникът създава картината със стоте коня, поръчана от императорския двор през 1724 г. (така е запазено в архивите), където конете са една от любимите теми за рисуване. Впоследствие темата за конете се превръща в едно от главните произведения на Джузепе Кастильоне, а „Сто коня“ е неговата основна творба. Изкуствоведите Сесил и Майкъл Бьордли пишат, че преди създаването на картината Кастильоне е представил образец. Предполага се, че негово вдъхновение е картината на Ли Гунлин „Стадото на паша“, в която са изобразени 1200 коня и повече от 140 души. Мащабът на самата картина предполага европейски подход към образа. Образецът, направен няколко години по-рано, е създаден по традиционен европейски начин, въпреки използването на четка. Пейзажът е изрисуван в западен стил, фигурите на коне често са изобразени в по-къса перспектива, а растенията – с помощта на спонтанни кръстосани щрихи. Творбата е създадена през 1728 г. при управлението на император Юнджен. Въпреки това, по няколко причини, Императорът не успява да види картината завършена. Новият император Цянлун, виждайки картината през 1735 г., я обявява за шедьовър и обявява Кастильоне за главен придворен художник.

## Характеристика
Многобройните коне са изобразени в различни поза, някои от тях почиват на брега на реката, а други – енергично се движат. Линията на хоризонта е на височина от две трети от общата височина на изображението, което създава пълно и тримерно възприятие на пространството на картината. Дърветата, растителността и други елементи на пейзажа в дълбочина са нарисувани в правилните пропорции, което помага да се създаде ефект от пространството. Стилът на Кастильоне се различава от техниките на традиционното китайско изкуство, с помощта на тъмни и светли цветове художникът създава триизмерни предмети и светлосенки. Формите на самите коне са маркирани с помощта на линии и цветни зони, но Кастильоне съзнателно не прави по-контрастиращи сенките на коне, смесвайки чертите на две различаващи се традиции в живописта.
Движението в картината е създадено от дясно наляво. На десния ѝ край има старо борово дърво. Отляво три коня пресичат реката, а останалите ги последват. Перспективата се създава с помощта на различни планове, всички на различни разстояния от зрителя изобразяват коне в различни дейности. Най-далечният план е даден в светли, почти прозрачни тонове.
В присъствието на иновативни елементи, дошли от Европа, картината е предмет на традиционните китайски канони. В картината има и области, които не са изпълнени с шарки, характерни за китайската живопис. Дърветата в картината са изобразени по китайски начин, но с прилагане на сянка. Според китайските канони, дърветата имат корени, извити стъбла, а кората е люспеста. Дъбът е символ на мъжката сила, върбата е символ на смирението, борът – на дълголетието и устойчивостта, кленът и неговите листа – на изобилието. На преден план, върху корените на дърветата, се нарисувани гъби от вида Ganoderma lucidum, които са традиционният мотив в китайската живопис и се считат за свещени.
- „Сто коня“ – картина и скица